# Casa del Terror
La Casa del Terror (en hongarès, Terror Háza) és un museu localitzat en el número 60 de l'Avinguda Andrássy a Budapest, Hongria. Conté exposicions relacionades amb els règims dictatorials feixista i comunista d'Hongria al segle xx i és també una commemoració a les seves víctimes, incloent-hi aquells detinguts, interrogats, torturats o executats a l'edifici. El museu va obrir les portes el 24 de febrer de 2002 i la seva directora general des de llavors ha estat Mária Schmidt.

## Edifici
La creació del museu es va iniciar l'any 2000, durant el Govern de Viktor Orbán, incloent-hi una renovació completa de l'edifici per dins i per fora. Els plànols de reconstrucció van ser dissenyats per János Sándor i Kálmán Újszászy. El disseny interior, l'aspecte final de la sala d'exposicions i la façana externa són treball de l'arquitecte Attila F. Kovács. Després de la restauració, l'edifici es va convertir en una espècie de monument; l'estructura exterior negra proporciona un marc que ho fa destacar respecte als altres edificis en l'Avinguda Andrássy. Aquest espai commemoratiu va ser quarter general dels nazis hongaresos i posteriorment de la policia secreta comunista.

## Exposició permanent
L'exposició tracta sobre les relacions del país amb l'Alemanya nazi i la Unió Soviètica. També conté material sobre les organitzacions feixistes i comunistes del país, com el Partit de la Creu Fletxada —similar al Partit nazi alemany— o el ÁVH —similar al KGB soviètic. Es pot visitar també els soterranis de l'edifici i veure exemples de les cel·les que la ÁVH utilitzava per trencar la voluntat dels presoners.
Molta de la informació del museu està en hongarès, encara que les sales tenen una fulles amb textos en anglès. A més, es poden llogar audioguies en anglès, alemany, espanyol, francès, rus i italià. La música de fons de l'exposició va ser composta per Ákos Kovács, exmembre del grup hongarès Bonança Banzai. Està prohibit fer fotos o gravar en vídeo dins de l'edifici. Existeix una tarifa reduïda i una altra gratuïta per a diversos grups de persones, encara que no per als membres del Consell Internacional de Museus.